# Jana Dubovcová
Jana Dubovcová (rozená Verčíková, * 22. června 1952, Žilina) je slovenská politička a právnička, od května do října 2023 ministryně spravedlnosti SR ve vládě Ľudovíta Ódora.

## Život
V letech 1971 až 1977 absolvovala studium na Právnické fakultě Univerzity Komenského v Bratislavě.
V letech 2010 až 2012 působila jako poslankyně NR SR, zvolená na kandidátce SDKÚ-DS. V parlamentu byla místopředsedkyní Mandátového a imunitního výboru NR SR a ověřovatelkou Ústavněprávního výboru NR SR. Kvůli kandidatuře do Národní rady rezignovala na funkci soudkyně.
Dne 28. března 2012 se stala veřejnou ochránkyní práv, ve funkci jí po uplynutí pětiletého funkčního období nahradila Mária Patakyová.
V parlamentních volbách v roce 2020 opět kandidovala do Národní rady SR, tentokrát za koalici PS a SPOLU. Koalice se do parlamentu nedostala těsně o 0,4 % hlasů.
V květnu 2023 se stala ministryní spravedlnosti v úřednické vládě Ľudovíta Ódora. Tou byla až do října téhož roku.